# كريستيان نوفوا
كريستيان نوفوا (بالإسبانية: Christian Novoa) (9 يوليو 1992 في فنزويلا - ) هو لاعب كرة قدم فنزويلي في مركز الهجوم. لعب مع نادي كاراكاس ونادي كارابوبو وYaracuyanos F.C. ‏ ودوكسا كاتوكوبياس ‏ وMetropolitanos F.C. ‏.

## وصلات خارجية
- كريستيان نوفوا على موقع قاعدة بيانات كرة القدم.إي يو (الإنجليزية)
- كريستيان نوفوا على موقع Soccerway.com (الإنجليزية)
- كريستيان نوفوا على موقع عالم كرة القدم.نت (الإنجليزية)